# جان فریزل (آهنگساز)
جان فریزل (انگلیسی: John Frizzell؛ زادهٔ ۱۹۶۶) آهنگساز سینما و تلویزیون اهل ایالات متحده آمریکا است.

## موسیقی فیلم
- قله دانته (۱۹۹۷)
- بیگانه: رستاخیز (۱۹۹۷)
- هنوز یادمه تابستان پیش چه کردی (۱۹۹۸)
- محیط اداره (۱۹۹۹)
- کشتی ارواح (۲۰۰۲)
- زاده برای مرگ ( ۲۰۰۳)
- زنده بمان (۲۰۰۶)
- ایرلندی نگون‌بخت ( ۲۰۰۷)
- لژیون (۲۰۰۹)
- پناهگاه (۲۰۱۰)